# Thysanophrys papillaris
Thysanophrys papillaris är en fiskart som beskrevs av Imamura och Knapp, 1999. Thysanophrys papillaris ingår i släktet Thysanophrys och familjen Platycephalidae. Inga underarter finns listade i Catalogue of Life.